# Джон Ренд
Джон Ренд (англ. John Rand; 19 листопада 1871 — 25 грудня 1940) — американський актор епохи німого кіно. Почав зніматися на початку 1910-х років, найвідоміший своєю участю у понад 20 фільмах, в яких знявся Чарлі Чаплін.

## Вибіркова фільмографія
- 1915 — Банк / The Bank — грабіжник, продавець
- 1915 — Вечір у мюзик-холі / A Night in the Show — диригент
- 1915 — Кармен / Burlesque on Carmen
- 1916 — Контролер універмагу / The Floorwalker
- 1916 — Поліція / Police — поліціянт
- 1916 — Позикова каса / The Pawnshop — другий службовець
- 1917 — Тиха вулиця / Easy Street
- 1917 — Іммігрант / The Immigrant
- 1918 — На плече! / Shoulder Arms
- 1921 — Святковий клас
- 1922 — День отримання зарплати / Pay Day — робітник
- 1925 — Золота лихоманка / The Gold Rush (намає у тітрах)
- 1928 — Цирк / The Circus — асистент реквізитора
- 1931 — Вогні великого міста / City Lights
- 1936 — Нові часи / Modern Times